# Fater élve vagy halva
A Fater élve vagy halva (eredeti cím: Father Hood) 1993-ban bemutatott amerikai romantikus bűnügyi vígjáték, melyet Darrell Roodt rendezett és Scott Spencer írt. A főszerepben Patrick Swayze és Halle Berry látható. A film 1993. augusztus 27-én jelent meg.

## Cselekmény
A film egy börtön előtt kezdődik, ahol többen várakoznak a melegben a volt elítéltek szabadon bocsátására. Két gyerek (egy fiatal, világosbarna bőrű nő társaságában) várja, hogy apjukat aznap kiengedjék. Amikor végre megjelenik, a két gyerek boldogan szalad oda hozzá és a nyakába ugranak.
15 hónappal korábban, amikor elítélték, Jack Charles (Patrick Swayze) gyerekei egy korrupt állami otthonban, a Bigelow Hallban éltek, mióta édesanyjuk rákban meghalt, apjuk pedig jogilag lemondott róluk.
A kisstílű bűnöző Jack Charles váratlanul találkozik a lányával, Kellyvel, aki éjszaka megszökött a gyermekotthonból, és rátalál egy motelben, ahol lakik. Elmondja neki, hogy szörnyű körülmények uralkodnak a Bigelow árvaházban: a gyerekeket minden apróságért megverik, sőt meg is bilincselik őket. Jack tinédzser lánya, Kelly egy ablakrács elmozdításával éjszaka szökött meg, és próbálja meggyőzni Jacket, hogy menjenek el 7 éves öccséért, Eddie-ért, és hozzák magukkal. Jack azonban hozzászokott a kötöttségek nélküli élethez, és nem tudja, mit kellene tennie. A gyerekek sorsa nem igazán érdekli, először Kellyt is vissza akarja fuvarozni, de Kelly azzal fenyegeti, hogy inkább kiugrik a kocsiból.
Jacknek a szülői felügyelet bírósági meghallgatására kell mennie. Ott elmondja a bírónőnek, hogy a Bigelowban tudomása szerint hogyan bánnak a gyerekekkel, de az intézet igazgatója, egy bizonyos Lazzaro alaptalannak mondja a vádakat. A meghallgatásra Eddie-t is elhozta az igazgató. Eddie odaszalad az apjához, és kéri, hogy vigye magával, de az igazgató a jogra hivatkozik, ami szerint Jack lemondott a gyerekei nevelési jogáról.
Jack odaautózik az árvaházhoz a lányával, és a saját szemével látja, hogy a gyerekek (köztük Eddie) megbilincselt kézzel szállnak fel egy intézeti buszra.  Kelly elmondja neki, hogy Eddie addig nevelőszülőknél volt, de elvették tőlük, és most átszállítják a Bigelow-ba.
Jack úgy dönt, hogy kiszabadítja Eddie-t. A busz elé vág a kocsijával, mire az megáll, és Jack a pisztolyával megfenyegeti az igazgatót (aki szintén a buszon utazik), hogy nyissa ki a fia bilincsét és lánya kérésére a lány barátnője, Delores bilincsét is. Leszállnak a buszról és Jack kocsijával kereket oldanak. Egy rendőrautó ered a nyomukba, de Jack egy éles kanyarral lerázza. A terhes Delorest leteszik egy háznál, ahol lakik.
A rendőrség ezek után emberrablóként üldözi Jacket; egy körözési plakáton a fényképét és a gyerekei fényképét mutatják.
Jack célja New Orleansba utazni, ahol egy „könnyű és nagy haszonnal járó” rablást akar végrehajtani a haverjával, aki ott vár rá.
Jack nehéznek találja az apaszerepet, amiben nincs tapasztalata. Utazás közben a gyerekei idegileg kiborítják, ezért egyszer kiszállítja őket a kocsiból és ott hagyja őket a néptelen országúton, de kis idő múlva lehiggad és visszamegy értük. Utána kis időre csendben maradnak.
Jack először megpróbálja őket az anyjánál Las Vegas-ban kitenni, de a nő szerencsejátékból él és csaló, így csak 1 éjszakát engedélyez, hogy nála maradjanak. Jack még aznap éjjel le akar lépni (a gyerekeit hátrahagyva), de az anyja észreveszi és emlékezteti rá, hogy azok az ő gyerekei, és az ő felelőssége gondoskodni róluk.
Az újságban egy fényképes cikk jelenik meg róla, amelyben veszélyes bűnözőnek írják le, akinek automata M16-os fegyvere van. Az üldözésbe az FBI is bekapcsolódik.
Flagstaff felé haladnak, majd Eddie kérésére meglátogatják a közeli Hoover-gátat, de odaér egy nagy létszámú járőrosztag, akik széles körű kutatást tartanak utánuk. Jack megígéri a gyerekeinek, hogy szerez egy másik kocsit. Ahogy a rendőrjárőrök közelednek a gyerekeihez, mindenki szörnyülködve nézi, ahogy egy autó átszakítja a fémkorlátot, lezuhan a szakadékba és kigyullad. Mindezt Jack intézte, hogy elterelje a rendőrök figyelmét és közben ők nyugodtan tovább menekülnek egy másik kocsival.
Jack dühösen felhívja Kathleen Mercert (Halle Berry), azt a Los Angeles-i riportert, aki a félrevezető cikket írta róla. Követeli, hogy tisztázza őt, és állíttassa le az üldözését, mivel csak a saját gyerekeit mentette meg az árvaházban uralkodó tűrhetetlen körülményektől. A riporter elmagyarázza neki, hogy már egy éve a gyermekotthon igazgatójának nyomában van, és nyilvánosságra akarja hozni az otthonban uralkodó állapotokat. Riporterként azonban nem készíthet interjút kiskorúakkal, ezért Jack segítségére és adatokra van szüksége: neki kell megkérdeznie a gyerekeket az ottani körülményekről, például, hogy milyen gyakran kaptak húst enni, és voltak-e kirándulni a Yosemite Nemzeti Parkban.
Amikor Jack ezeket megkérdezi a lányától, az először viccnek fogja fel a kérdést, és elmondja, hogy húst nagyon ritkán kaptak, kirándulni évek óta nem voltak, és a Yosemite parkban egyáltalán nem járt.
Mivel a gyerekek éhesek, megállnak egy benzinkútnál, ahonnan Jack ismét felhívja az újságírónőt, közli vele az információkat és újból követeli a körözés leállítását. Az újságírónő elmondja neki, hogy az intézet könyvelése szerint heti több alkalommal nagy mennyiségű húst számolnak el, továbbá az intézet évi két kirándulást szervezett, amire 30.000 dollár költségtérítést vettek fel.
A benzinkutas lassan egy duplacsövű puskát húz elő a pult alól, de Jack részen van és pisztolyt szegez rá, majd üzletet ajánl.
Egy csomó holmival (enni és innivaló, stb) száll be a kocsiba, amiről Kelly azt hiszi, hogy rablással szerezte, de később kiderül, hogy Jack átadott egy dobókockát formázó aranygyűrűt a tulajnak.
Mivel éjszaka is haladni akarnak, Jack viszont nagyon álmos, Kelly-t ülteti a volánhoz, aki ellenkezik, mivel nincs jogsija, de Jack „gyorstalpaló tanfolyamot” tart neki: „az a gáz, ez a fék, és arra van az út”. Kelly hamar belejön a vezetésbe és tetszik neki.
Egy útkereszteződésben azonban éppen beszélgetnek, eközben Kelly hátrafordulva beszél, és majdnem összeütköznek egy kamionnal. Az autójuk összetörik és nem indul be, de nagyobb baj, hogy a kamionos azonnal segítséget kért a hatóságoktól, mert azt hitte, hogy megsérült valaki. Jack nem szidja meg a lányát, pedig az rá is kérdez, mire Jack azt válaszolja: „velem már százszor előfordult hasonló eset”. Később is megemlíti a pozitív életszemlélet fontosságát.
Már Texas területén vannak, és hirtelen sok villogó rendőrautó lámpáját veszik észre, ezért látogatók közé vegyülve bemennek a Cascade Caverns Park-ba, ami egy barlangrendszer. A látogatókat kiterelik, és a járőrök ide is követik őket, egyikük ijedtében még a fegyverét is elsüti. Egy szellőző kürtőn ki tudnak mászni. Észrevesznek egy éppen kigördülő autót, ami egy hajót szállít, ezért felkapaszkodnak rá, és behúzódnak a belsejébe, ami jól fel van szerelve: hűtőszekrény, mikró, ezért tudnak enni-inni, és ahol éjszaka nyugodtan aludni tudnak.
Jack egy helyen leszáll és elmegy telefonálni, de túl sokáig marad, közben a hajót vontató sofőr elindul, és Jack lemarad. Visszarohan az útszéli csárdába, és szerez magának egy sofőrt (az órájáért cserébe), aki hajlandó üldözőbe venni a másik kocsit, így Jack át tud ugrani a vontatott hajóra, ahol a gyerekei aggódva várják.
A vontatás véget ér és a hajó váratlanul vízre kerül. Amikor a tulaj ki akarja kötni, Jack beindítja a motort, és ellopja a hajót. Ekkor már valahol Louisiana államban vannak. A rendőrség helikopterrel közelíti meg őket és megállásra szólít fel. Kelly egy olyan pisztolyt vesz magához, amiből jelzőrakétát lehet fellőni, ezzel le akarja lőni a rendőrségi helikoptert, de Jack azt mondja, hogy akkor őket is lelövik, ezért el akarja venni tőle a pisztolyt. Az leesik és a kis rakéta beindul, ami szikrázással jár és a hajót sűrű füst árasztja el. Ennek leple alatt beugranak a vízbe és kimásznak a partra. Autóstoppal jutnak be New Orleansba.
Jack haverja Jerry, aki jól el van látva kézifegyverekkel. Jack is magához vesz a sajátjánál nagyobb kaliberű fegyvert, majd másnap elindulnak rabolni. A két gyerek a tűzlépcsőn utánuk megy, és elbújnak a csomagtartóban. A tervezett helyszín közelében dörömbölni kezdenek, mert Eddie-nek pisilnie kell.
Kiderül, hogy Jack és Jerry az előttük álló kocsiban lévő férfitól akarják elrabolni a táskáját, amiben nagyjából félmillió dollár érték van. Azonban neki több fegyveres testőre van, és gyanús nekik a helyzet, ezért elindulnak a kocsijukkal. Jerry üldözni kezdi őket egyedül, mivel Jack kiszállt és a gyerekeit is kivette a csomagtartóból.
A testőrük több lövéssel megölik Jerryt, aki a kocsijával együtt a vízbe zuhan. Jack és a gyerekek elmenekülnek, de Jack valahogy visszakerül a táska közelébe, amit egy férfi fog a kezében, akinél nincs fegyver. Jack ráfogja a pisztolyát és le is lőhetné, de nem teszi. Végül a férfi beszáll az autóba és a testőreivel elindul.
Jack visszamegy és azt kérdezi: „mit tettetek velem?” A gyerekek örülnek, hogy az apjuk élve visszajött hozzájuk, és nem törődnek az elszalasztott pénzzel.
Az egész társaság egy éppen zajló bírósági tárgyalásra érkezik, ahol az árvaház igazgatója „egy megzavart gyermek fantáziálásáról” és egy hivatásos bűnöző általi emberrablásról beszél.
Jack vallomást tesz az elrablási üggyel kapcsolatban, az újságírónő pedig az árvaház igazgatójának pénzügyi csalásairól, amiről írásos bizonyítékokat tud felmutatni.  Kelly kiborul, és bevallja, hogy szexuálisan bántalmazták az igazgató jelenlétében.
Jacket elítéli a bíróság a törvényszegések miatt. Majd a stáblista elindulása előtt újból a kezdő jelenet látható, ahogy a gyerekei Jack nyakába ugranak.

## Szereplők
| Szerep                    | Színész          | Magyar hang       |
| ------------------------- | ---------------- | ----------------- |
| Jack Charles              | Patrick Swayze   | Forgács Péter     |
| Kathleen Mercer, újságíró | Halle Berry      | Farkasinszky Edit |
| Kelly Charles, Jack lánya | Sabrina Lloyd    | Somlai Edina      |
| Eddie Charles, Jack fia   | Brian Bonsall    | Molnár Levente    |
| Jerry                     | Michael Ironside | Varga Tamás       |
| Rita                      | Diane Ladd       | Martin Márta      |
| Lazzaro                   | Bob Gunton       | Szokolay Ottó     |
| Celeste                   | Adrienne Barbeau |                   |
| Andy                      | Josh Lucas       | Markovics Tamás   |

## Kritikák
Roger Ebert a Chicago Sun-Times 1993. augusztus 27-i számában azt írta, hogy „a film zseniális”. Különösen dicsérte Halle Berry alakítását: „Berry jelenleg potenciálisan az egyik legdögösebb színésznő Hollywoodban”, és Diane Laddot. Kritizálta Patrick Swayze alakítását.

## Filmezési helyszínek
A filmet az alábbi helyeken és amerikai államokban forgatták:
Los Angeles (Kalifornia), Hoover-gát (Arizona-Nevada határ), Las Vegas (Nevada), Rio Medina (Texas),  Cascade Caverns park (Texas) és New Orleans (Louisiana).

## Egyéb információk
- A film eredeti angol címe egyfajta játék a szavakkal. A fatherhood (egybeírva) jelentése magyarul: „apaság, apának lenni”. Különírva azonban a hood jelentése: „gengszter”, a father = „apa”.

## Fordítás
- Ez a szócikk részben vagy egészben  a   Father Hood című angol Wikipédia-szócikk fordításán alapul.  Az eredeti cikk szerkesztőit annak laptörténete sorolja fel. Ez a jelzés csupán a megfogalmazás eredetét és a szerzői jogokat jelzi, nem szolgál a cikkben szereplő információk forrásmegjelöléseként.
- Ez a szócikk részben vagy egészben  a   Father Hood című spanyol Wikipédia-szócikk fordításán alapul.  Az eredeti cikk szerkesztőit annak laptörténete sorolja fel. Ez a jelzés csupán a megfogalmazás eredetét és a szerzői jogokat jelzi, nem szolgál a cikkben szereplő információk forrásmegjelöléseként.
- Ez a szócikk részben vagy egészben  a   Der Kidnapper című német Wikipédia-szócikk fordításán alapul.  Az eredeti cikk szerkesztőit annak laptörténete sorolja fel. Ez a jelzés csupán a megfogalmazás eredetét és a szerzői jogokat jelzi, nem szolgál a cikkben szereplő információk forrásmegjelöléseként.